# 空気人形
『空気人形』（くうきにんぎょう）は、2009年の日本映画。第62回カンヌ国際映画祭のある視点部門で上映された。原作は業田良家の『ゴーダ哲学堂 空気人形』（小学館刊）。
キャッチフレーズは、「“心をもつことは、切ないことでした”」。

## ストーリー
秀雄はラブドールに「のぞみ」と名づけて話しかけたり、抱いたりして暮している。人形がある日、瞬きをしてゆっくりと立ち上がり、軒先の雫（しずく）に触れて「キレイ」と呟く。いろいろ試着して結局、メイド服で外出。ビデオ屋の店員・純一に惹かれ、アルバイトを始める。秀雄にキスされながら「私は心を持ってしまいました」とつぶやく。
純一に自分と似た空虚を感じ取る。店長の鮫洲から「好きな男はいる？」と尋ねられて否定し、「心を持ったのでウソをつきました」という。秀雄から「お前は年取らないでいいな」といわれるが、「私は性欲処理の代用品」「型遅れの安物」と思う。死を予感する元国語教師の敬一に「私は空っぽ」というと「君だけではない」といわれ、吉野弘の詩「生命は」を教えられる。還らぬ母の帰りを待つ女の子と父親、執拗に若さを求める佳子、やたら覗きたがる浪人生など街には虚しさを感じている人が多いことを知る。
ある日、店で釘を引っかけて穴が開く。純一は驚きながらも、必死に息をヘソから吹き込んで救う。誰もいない店内で2人は抱き合う。幸福を覚えるが、帰宅すれば秀雄との生活が待っている。純一の部屋で前の彼女の写真を見て嫉妬する。仕事で「お前の代わりなんかいくらでもいる」といわれた後、ビデオ屋に寄った秀雄が恋人だということを純一には黙ってやると脅されて店長と寝る。自分の運命にジレンマを覚えるが、秀雄が新しい人形を手に入れ、ケーキで祝っているのに激怒。心を持ったら面倒くさいといわれて家出。敬一は代用教員で「ずっと空っぽの代用品」で淋しかったか忘れたという。生みの親である人形師の園田の家で同じ人形たちが帰った時にそれぞれ顔が違ってくると聞き、心を持ったことの意味を理解する。園田に「生んでくれてありがとう」と告げる。何でもする、というと純一は空気を抜きたいといって抜く。今度は人形が純一のヘソに穴を開け、吹き込もうとする。

## キャスト
- ペ・ドゥナ：空気人形・のぞみ
- ARATA：レンタルビデオ店員・純一
- 板尾創路：人形の持ち主・秀雄
- 高橋昌也：元国語教師の老人・敬一
- 余貴美子：受付嬢・佳子
- 岩松了：レンタルビデオ店長・鮫洲
- 星野真里：過食症・美希
- 丸山智己：萌の父・真治
- 奈良木未羽：真治の娘・萌
- 柄本佑：浪人生・透
- 寺島進：派出所警官・轟
- 山中崇：ファミレス店長
- ペ・ジョンミョン：清掃員
- 桜井聖：バスの乗客
- オダギリジョー：人形師・園田
- 富司純子：未亡人・千代子

## スタッフ
- 監督・脚本・編集：是枝裕和
- プロデューサー：浦谷年良、是枝裕和
- 原作：業田良家
- 撮影監督：リー・ピンビン
- 美術監督：種田陽平
- 美術：金子宙生
- 音楽：world's end girlfriend
- 照明：尾下栄治
- 録音：弦巻裕
- 装飾：西尾共未
- 衣裳デザイン：伊藤佐智子
- ヘアメイクデザイン：勇見勝彦
- 造形・特殊メイク：原口智生
- 人形デザイン・人形原型：寒河江弘
- ラブドール提供・協力：オリエント工業
- マテリアルコーディネーター：若狭新一
- 操演：根岸泉
- 視覚効果：松本肇
- スクリプター：飯塚美穂
- 助監督：西山太郎
- 制作担当：新野安行
- 現像：IMAGICA
- アソシエイツプロデューサー：加藤悦弘
- ラインプロデューサー：田口聖
- 製作者：川城和実、重延浩、久松猛朗、豊島雅郎
- 企画：安田匡裕
- 配給：アスミック・エース
- 製作：『空気人形』製作委員会（エンジンフィルム、バンダイビジュアル、テレビマンユニオン、衛星劇場、アスミック・エース）

## 受賞歴
- 第19回日本映画プロフェッショナル大賞（2009年） 主演女優賞：ペ・ドゥナ
- 第19回東京スポーツ映画大賞（2009年） 主演女優賞：ペ・ドゥナ
- 第24回高崎映画祭（2010年） 最優秀作品賞、最優秀主演女優賞：ペ・ドゥナ、最優秀主演男優賞：ARATA、最優秀助演女優賞：星野真里、最優秀助演男優賞：オダギリジョー
- 第33回日本アカデミー賞（2010年）優秀主演女優賞:ペ・ドゥナ[4]
- 第83回キネマ旬報ベスト・テン（2009年）第6位